# Explorers
Explorers (bra: Viagem ao Mundo dos Sonhos; prt: Os Exploradores) é um filme americano de 1985, do gênero aventura fantástico-científica, dirigido por Joe Dante, com roteiro de Eric Luke.

## Sinopse
Três meninos curiosos e aventureiros, o visionário inventor Ben Crandall (Ethan Hawke), seu amigo especializado em informática Wolfgang (River Phoenix), e seu novo amigo Darren (Jason Presson) criam em um laboratório improvisado sua própria nave espacial e lançam-se em uma fantástica viagem interplanetária.

## Elenco
- Ethan Hawke ... Ben Crandall
- River Phoenix ... Wolfgang Müller
- Bobby Fite ... Steve Jackson
- Amanda Peterson ... Lori Swenson
- Dana Ivey ... Sra. Müller
- James Cromwell ... Sr. Müller
- Taliesin Jaffe ... Ludwig Müller
- Jason Presson ... Darren Woods
- Danny Nucci ... Garoto sórdido da escola
- Meshach Taylor ... Gordon Miller
- Dick Miller ... Charlie Drake